# James Herbert-díj
A James Herbert-díj egy évente kiosztott irodalmi díj, amit a Pan Macmillan angol könyvkiadó alapított James Herbert amerikai író örököseivel közösen 2014-ben, James Herbert első, Patkányok című regénye megjelenésének 40. évfordulóján. A díj teljes neve The James Herbert Award for Horror Writing, amivel az év legjobb angol nyelvű horrorregényét jutalmazzák, amelyet az adott év január 1. és december 31. között az Egyesült Királyságban és Írországban megjelent horrorregények közül választ ki az öttagú szakmai zsűri, melynek tagjai: Ramsey Campbell szerkesztő és kritikus, Rosie Fletcher, a Total Film magazin szerkesztője, Kerry Herbert, James Herbert lánya, Sarah Pinborough író, Dr Tony Venezia akadémikus. A díj kétezer fonttal és egy szoborral jár.

## 2015

### Shortlist
- M.R. Carey: The Girl With All The Gifts (Orbit) (magyarul: Kiéhezettek, Kossuth, 2016)
- Nick Cutter: The Troop (Headline) (magyarul: A falka, Agave Könyvek, 2016)
- Frances Hardinge: Cuckoo Song (Macmillan)
- Andrew Michael Hurley: The Loney (Tartarus Press)
- Josh Malerman: Bird Box (Harper Voyager) (magyarul: Madarak a dobozban, Fumax, 2015)[1][2]
- Kim Newman: An English Ghost Story (Titan Books)

### A díjazott
- Nick Cutter: The Troop (Headline)